# Казанский городской музей

Казанский городской музей (полное название «Казанский городской научно-промышленный музей») — один из крупнейших провинциальных музеев России, давший начало двум крупным музеям Республики Татарстан: Национального музея Республики Татарстан и Государственного музея изобразительных искусств Республики Татарстан.
За время своего существования музей назывался:
- Казанский городской музей (с 1895 года),
- Казанский Губернский музей (с 1918),
- Центральный музей Татарской республики (с 1921),
- Центральный музей Татарской АССР (с 1922),
- Государственный музей Татарской АССР (с 1944),
- Государственный объединённый музей Татарской АССР (с 1981),
- Государственный музей Республики Татарстан (с 1995),
- Национальный музей Республики Татарстан (с 2001).

## История
Устав Казанского городского музея, написанный почвоведом Р. В. Ризположенским, утверждён Министерством финансов России 17 марта 1894 года. 5 апреля 1895 года музей торжественно открыли для посетителей.
К этому времени была проделана огромная совместная работа учёных, коллекционеров, купцов, представителей городской общественности, среди которых: Н. П. Загоскин, Н. А. Осокин, Н. Ф. Высоцкий, А. А. Штукенберг, В. И. Заусайлов, Л. О. Сиклер, М. И. Галеев, В. Е. Соломин, Н. К. Крестовников и другие энтузиасты во главе с казанским городским головой С. В. Дьяченко. Благодаря этому титаническому труду создателей, у будущего музея к открытию были и экспонаты, и здание.
Основу музейного собрания составила уникальная 40-тысячная частная коллекция А. Ф. Лихачёва, подаренная городу его братом вице-адмиралом российского флота И. Ф. Лихачёвым, а также экспонаты Казанской научно-промышленной выставки 1890 года. Именно с выставки в музей поступил один из самых ярких экспонатов — карета XVIII века, которую связывают с приездом в Казань в 1767 году императрицы Екатерины II. А благодаря поступлению лихачёвской коллекции музей обогатился большим количеством монет и медалей, археологических и этнографических предметов, коллекцией русской и западноевропейской живописи, графики, скульптуры, великолепных предметов декоративно-прикладного искусства и пр.
Музей благодаря щедрому дару известной казанской благотворительницы О. С. Александровой-Гейнс занял помещения 20 лавок Гостиного двора на первом и втором этаже, обращённых окнами на Ивановскую площадь напротив Казанского Кремля в центре города. Музей находился в ведении Городской думы, общее руководство всей деятельностью музея осуществлял общественный Совет музея, возглавляемый председателем.
Первым председателем Совета музея, или Директором музея, стал казанский городской голова С. В. Дьяченко, с 1902 года — профессор А. А. Штукенберг, с 1906 года — профессор П. И. Кротов, с 1907 до 1912 и с 1915 до 1918 года — профессор Н. Ф. Катанов, с 1918 до 1922 год — профессор Б. Ф. Адлер. Некоторое время с 1912 до 1915 года председателями Совета музея были в 1912 году — М. Д. Рузский, в 1914 — Г. П. Кириллов.
По Уставу структура музея была проста, он должен был состоять из четырёх отделов: учебного, естественно-исторического, историко-этнографического и промышленного. Был образован и так называемый Лихачёвский отдел, включавший в свой состав огромную коллекцию А. Ф. Лихачёва.
Во главе каждого отдела стояли директора, также входившие в Совет музея. Кроме директоров отделов в Совет входил ещё смотритель (позже хранитель музея), это была единственная должность в Совете, за которую городские власти платили жалование, и который постоянно находился в музее, руководил персоналом (надзирательницами, кассиршей, сторожами). С 1910 года хранителем городского музея стал известный университетский таксидермист Э. Д. Пельцам, а с 1912 по 1918 год хранителем музея был Р. В. Ризположенский.
Собрание музея в течение 25 лет вплоть до преобразования в 1918 году активно пополнялось за счёт пожертвований (даров) частных лиц, а также в результате активного сбора коллекций членами Совета музея. Создание и деятельность обширного, одного из крупнейших в провинциальной России, музейных фондов, явилось важным событием культурной жизни Поволжья и Урала. Значимость этого музейного собрания тем более важна, что оно включало в себя коллекции по народам, проживающим в этом регионе в течение многих столетий. В музейных экспонатах отражалась многовековая самобытная культура татар, русских, чувашей, марийцев, удмуртов, мордвы и других народов края. Важно подчеркнуть, что эти коллекции были сохранены от уничтожения, они были выставлены на всеобщее обозрение в музейной экспозиции, каждый желающий мог их увидеть и познакомиться с уникальной культурой многонационального региона.
Музей вёл активную издательскую деятельность. Начиная с 1900 до 1917 года, регулярно публиковались музейные ежегодники. В 1900—1904 году они выходили под названием «Отчёт Казанского городского научно-промышленного музея за … год», с 1905 по 1916 годы в заголовок вводится дополнение «Ежегодник Казанского городского научно-промышленного музея. Отчёт Совета музея за 1905 год (Одиннадцатый год существования)». Всего вышло 17 ежегодников, первый вышел в 1900 году и назывался «Отчёт Казанского городского музея за 1895—1900 года», последующие ежегодники выходили каждый год, кроме 1911 года, поэтому в 1912 году вышло два ежегодника, а последний ежегодник за 1917 год не был опубликован.
В «Ежегодниках» публиковались списки поступивших в музей за год предметов под названием «Список приобретений», которые можно считать своеобразными каталогами музейных коллекций. Каталоги и указатели своих коллекций музей издавал также отдельными брошюрами. В описании коллекций принимали участие известные в Казани специалисты В. А. Износков, И. Ф. Готвальд, Н. П. Загоскин, В. И. Заусайлов, Л. О. Сиклер, Н. А. Осокин, Н. Ф. Высоцкий, Н. Ф. Катанов и другие учёные и коллекционеры. Большое значение при создании и огромное влияние на всю деятельность музея оказывали учёные Казанского императорского университета.
Сосредоточив в своих коллекциях, в первую очередь, материалы характеризующие местный край, Казанский городской музей его и экспонировал, популяризировал, и таким образом давал возможность своим посетителям ознакомиться с историей, культурой и природой обширного Поволжско — Уральского региона. Количество посетителей из года в год неуклонно увеличивалось, с приблизительно 10 тысяч посетителей в первые годы до более 32 тысяч к 1917 году. В среднем музей принимал около 20 тысяч посетителей в год. Несомненный рост числа посетителей был связан с общим демократическим подъёмом в стране, происходившим в годы существования музея. Можно утверждать, что для 140-тысячного города, цифра посещаемости (в 1901 году — 10260, а в 1917 году — 32641) городского музея довольно значительная.
Именно в первые десятилетия были заложены музейные традиции Казани: глубокая научность, широкое привлечение к работе передовой общественности, открытость и общедоступность. Большое значение при создании и огромное влияние на всю деятельность музея оказывали учёные Казанского императорского университета.
В наши дни головной музей НМ РТ и ГМИИ РТ остаются ведущими музеями республики и достойно несут эстафету, которую начали создатели Казанского городского музея.